# Владиславув (Янівський повіт)
Владиславув (пол. Władysławów) — село в Польщі, у гміні Дзволя Янівського повіту Люблінського воєводства.
Населення — 75 осіб (2011).
У 1975-1998 роках село належало до Тарнобжезького воєводства.

## Демографія
Демографічна структура станом на 31 березня 2011 року:
|          | Загалом | Допрацездатний вік | Працездатний вік | Постпрацездатний вік |
| -------- | ------- | ------------------ | ---------------- | -------------------- |
| Чоловіки | 37      | 3                  | 33               | 1                    |
| Жінки    | 38      | 10                 | 21               | 7                    |
| Разом    | 75      | 13                 | 54               | 8                    |